# Peziza praetervisa
Peziza praetervisa är en svampart som beskrevs av Bres. 1897. Peziza praetervisa ingår i släktet Peziza och familjen Pezizaceae.   Inga underarter finns listade i Catalogue of Life.

## Källor

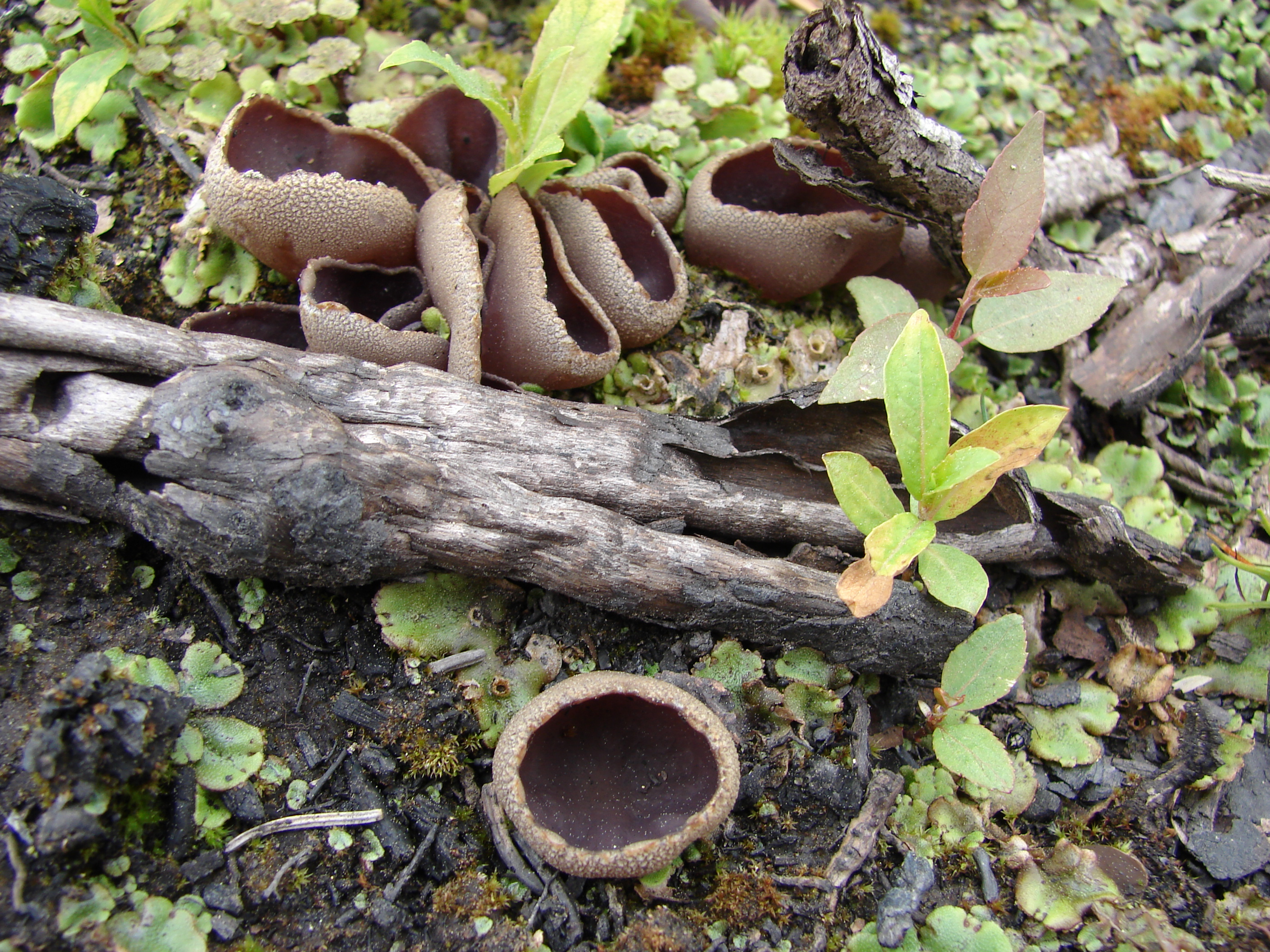